# Сулинське благочиння
Сулинське благочиння (Сулинський благочинницький округ) — благочиння Шахтинської і Міллеровської єпархії Російської православної церкви. Утворено 1 вересня 2011 року. Об'єднує 16 парафій, з яких тепер діють 9. Служить 7 священнослужителів (2013 рік). Межі округу збігаються з межами Красносулинського району Ростовської області.
Благочинний округу протоієрей Василь Хадикін, настоятель храму Великомучениці Катериниу місті Красний Сулин

## Історія
Визначенням Священного синоду від 27 липня 2011 року Ростовська й Новочеркаська єпархія Руської православної церкви була розділена на три єпархії:
- Шахтинська і Міллеровська,
- Волгодонська і Сальска,
- Ростовська і Новочеркаська.

Всі 3 єпархії 6 жовтня 2011 року були включені до складу новоутвореної Донської митрополії.
Зазнали значних змін й благочиння новоутворених округів єпархій — території деяких зменшилися, були створені нові благочиння. Зокрема, з Кам'янського благочиння, що спочатку включало в себе Красносулинський й Кам'янський райони Ростовської області, указом правлячого архієрея Шахтинської і Міллеровської єпархії єпископа Ігнатія (Депутатова) від 1 вересня 2011 року було виділено Красносулинське благочиння. 1 грудня 2011 року указом керуючого Шахтинської єпархією Красносулинське благочиння було перейменовано на Сулинське. 24 вересня 2012 року, указом правлячого архієрея Шахтинської і Міллеровської єпархії єпископа Ігнатія, з Сулинського благочиння було виділено Гуковський благочинний округ.

## Парафії благочиння

### Діючі
- Церква Покрови Пресвятої Богородиці — м. Краснний Сулин, вул. Жовтнева, 119;
- Церква Великомучениці Катерини — м. Красний Сулин, вул. Колгоспна, 15;
- Церква Святого Благовірного князя Олександра Невського — м. Красний Сулин, пров. Інтернаціональний 9;
- Церква рівноапостольної княгині Ольги — смт Горний, вул. Привокзальна 1а;
- Церква Преподобномучениці Великої княгині Єлисавети — смт Углеродовський;
- Церква святого великомученика Георгія Побідоносця — х. Лихий, пров. Шкільний;
- Церква Різдва Пресвятої Богородиці — х. Садки;
- Церква Різдва Пресвятої Богородиці — х. Божковка;
- Церква великомученика і цілителя Пантелеймона — х. Павлівка.

### Недіючі
- Церква Успіння Пресвятої Богородиці — Володимирівська станиця;
- Церква Олексія, чоловіка Божого — х. Пролетарка;
- Церква Святої Трійці — х. Чернецов;
- Церква Святителя Миколи Чудотворця — село Табунщиково;
- Церква Олександра Невського — х. Зайцівка:
- Церква Святителя Миколи Чудотворця — х. Велика Федорівка;
- Церква ікони Пресвятої Богородиці «Всіх скорботних Радість» — м. Красний Сулин.[6]

## Благочинні
- Протоієрей Олександр Мінін (1 вересня 2011 р. — 1 грудня 2011 р.)
- Протоієрей Віктор Ольховатов (1 грудня 2011 р. — 24 вересня 2012 р.)
- Протоієрей Василь Хадикін (24 вересня 2012 р. — 1 квітня 2017 р.)
- Ієрей Володимир Касьянов (20 грудня 2017 р. — дотепер)

## Фотографії

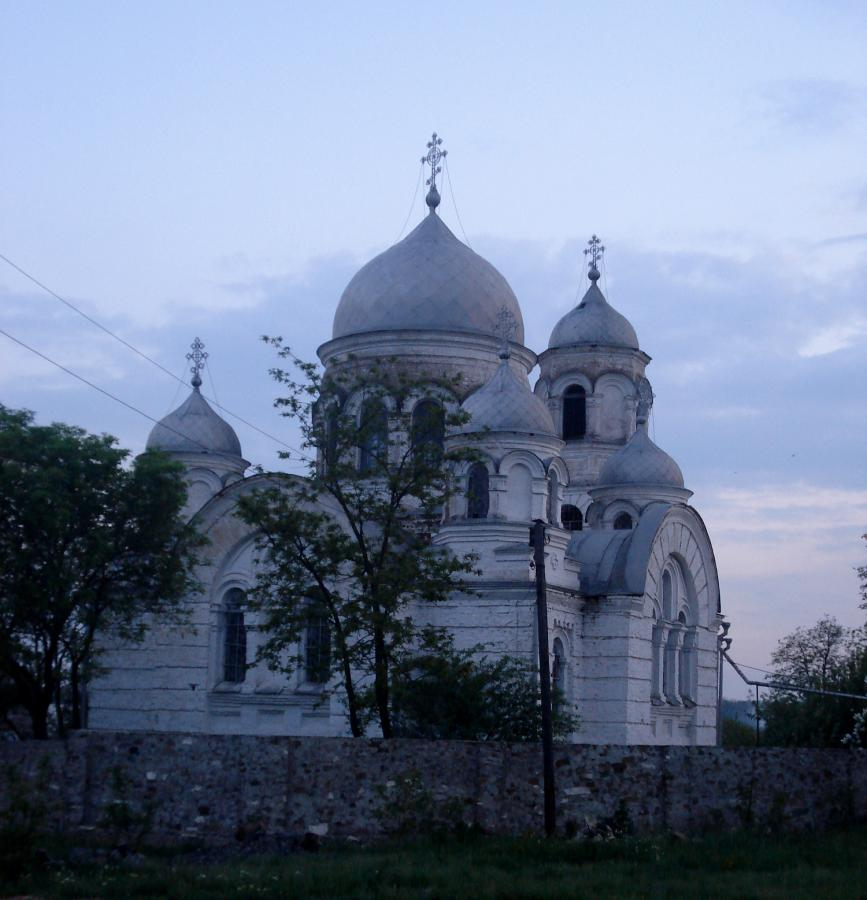
Церква Покрови Пресвятої Богородиці — м. Красний Сулин
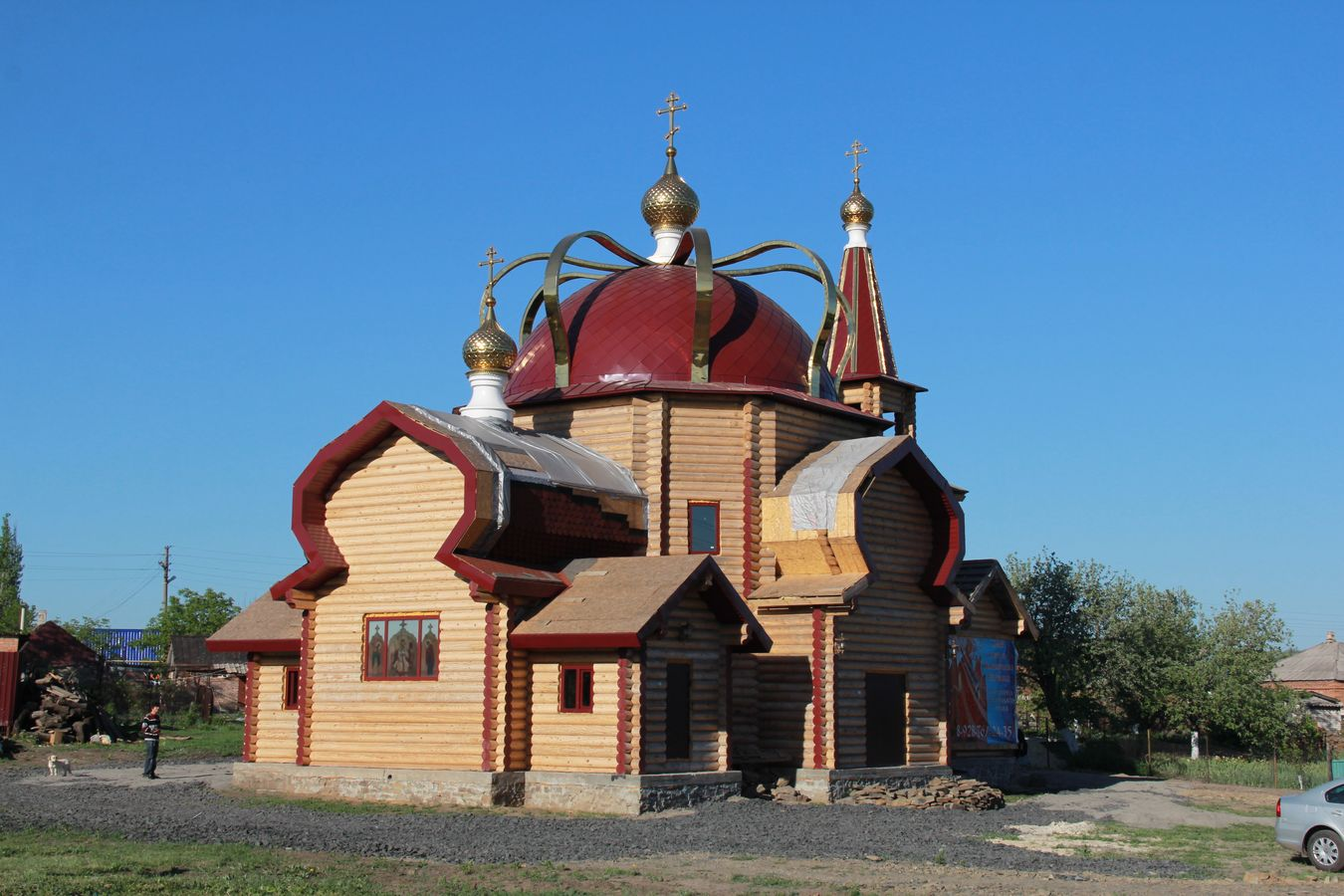
Церква Великомучениці Катерини — м. Красний Сулин
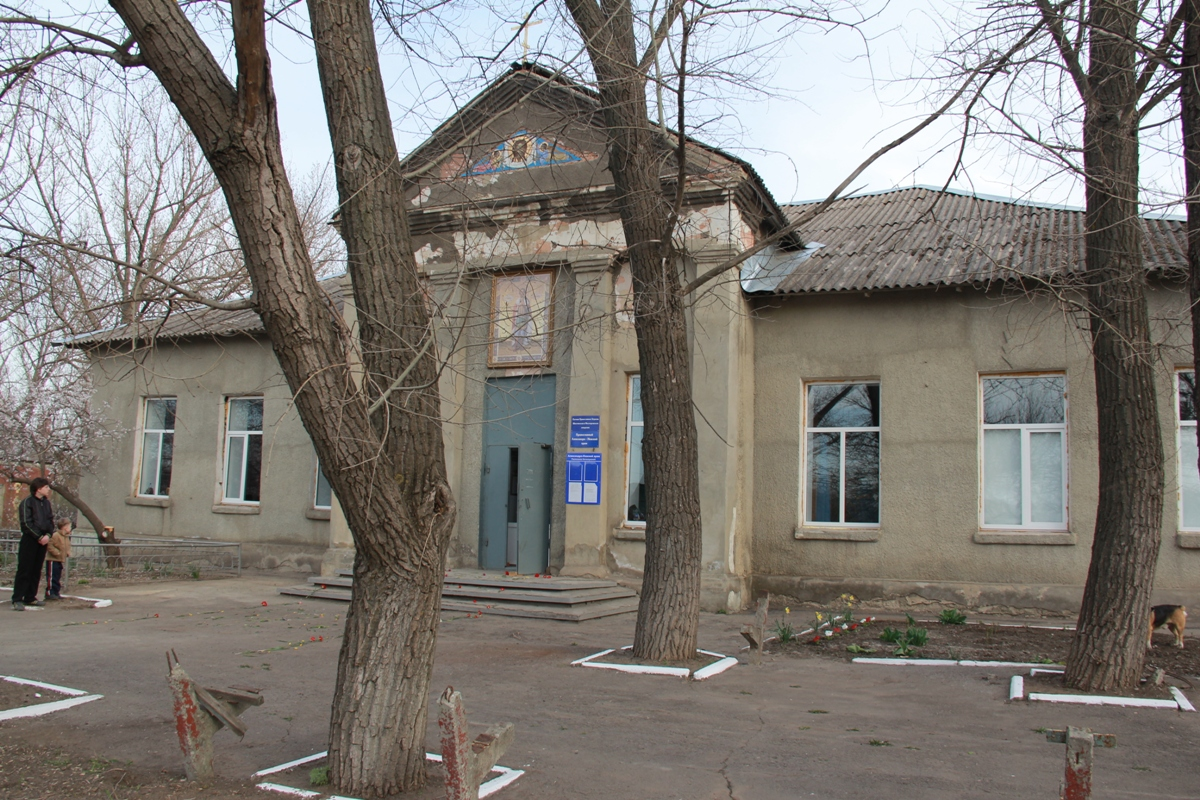
Церква Святого Благовірного князя Олександра Невського — м. Красний Сулин
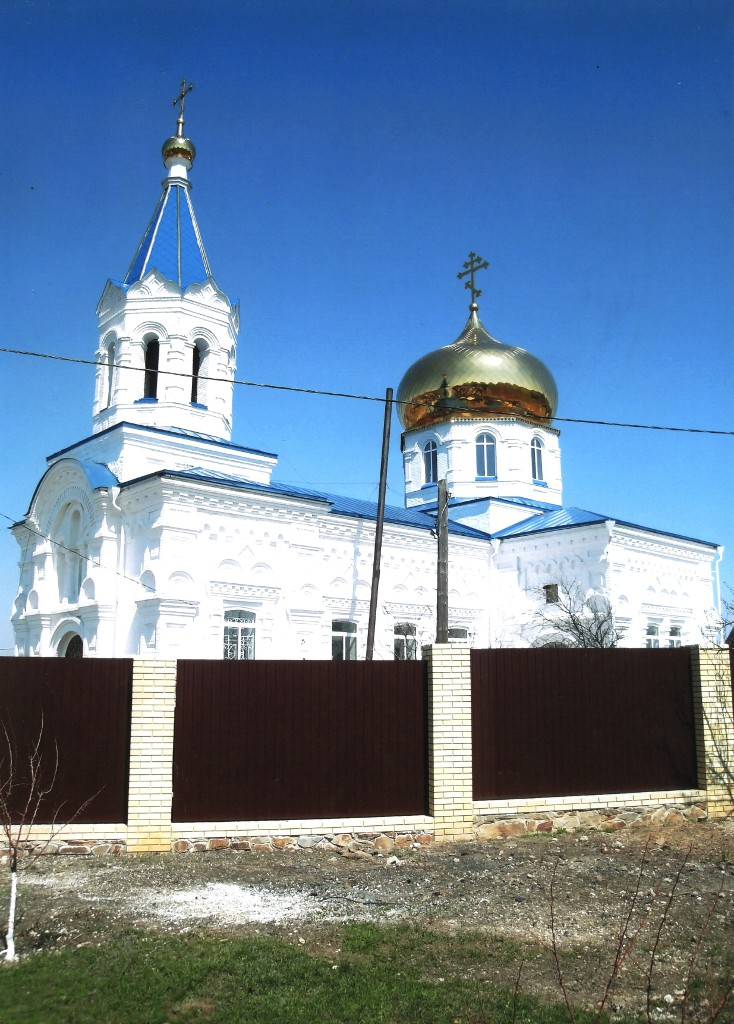
Церква святого великомученика Георгія Побідоносця — х. Лихий
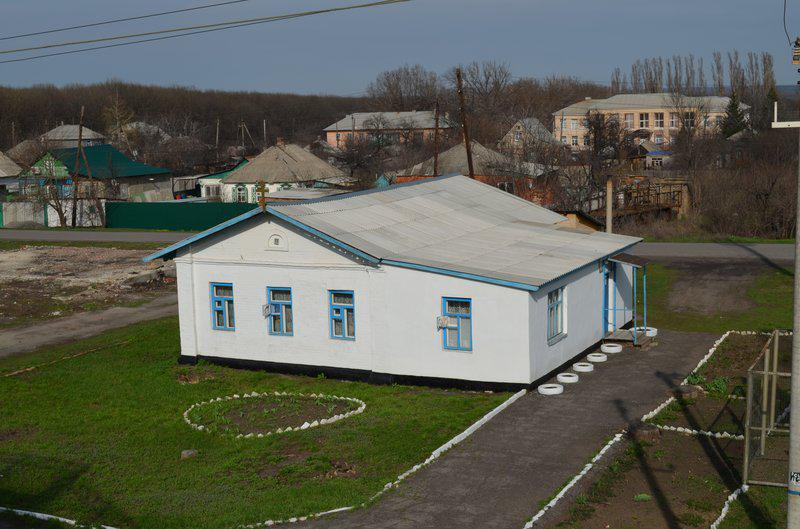
Церква рівноапостольної княгині Ольги — смт Горний
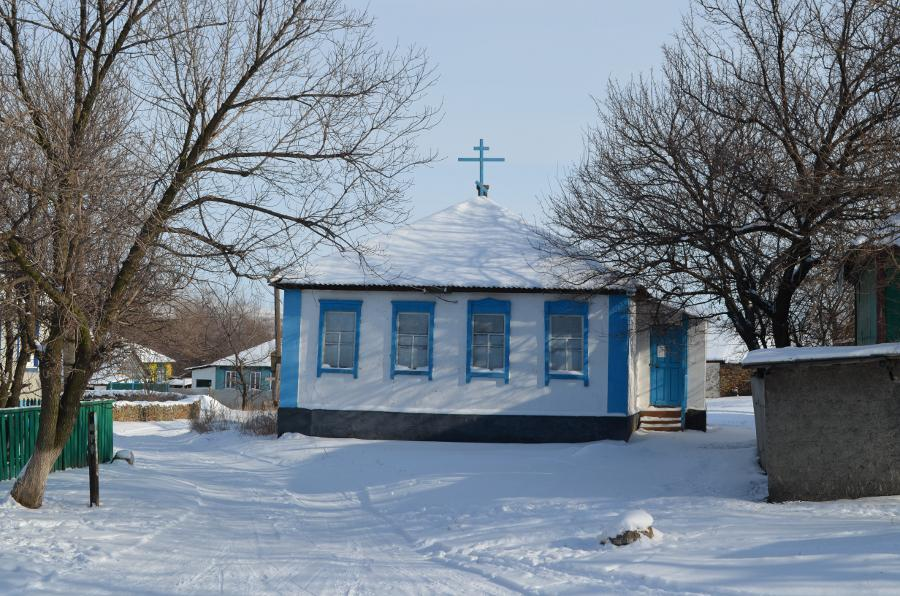
Молитовний будинок Різдва Пресвятої Богородиці — х. Божковка
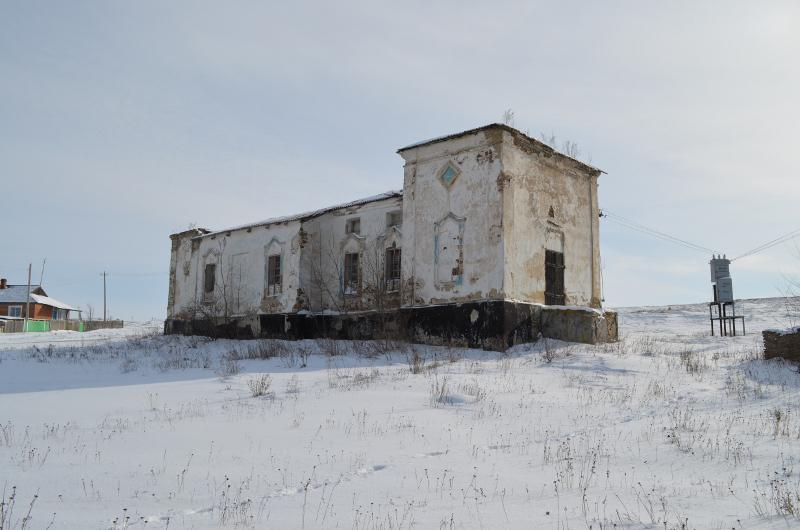
Церква Святої Трійці х. Чернецов
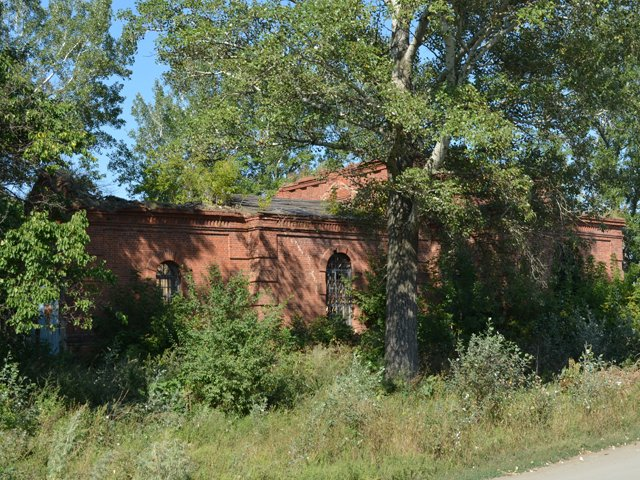
Церква великомученика і цілителя Пантелеймона х. Павлівка
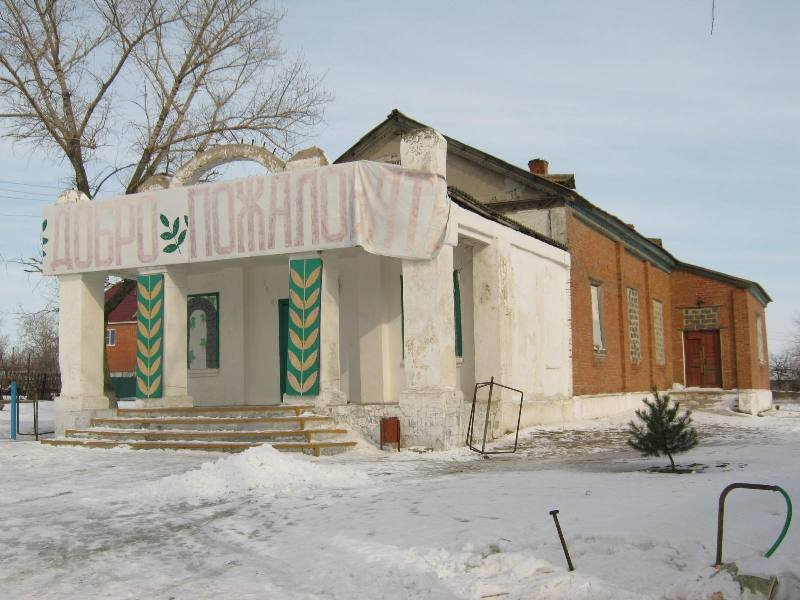
Церква Успіння пресвятої Богородиці ст. Володимирівська